# Акмон (царь)
Акмон (др.-греч. Ἄκμων; ок. 1200 год до н. э.) — царь Фригии, отец Мигдона, соратника Приама, давший имя области Акмония и городу Акмония. Считается сыном Манеса.
Считается, что Акмон был первым, кто вторгся в Малую Азию около 1270 года до н. э. Итогом этих походов через 50 лет стала Троянская война.